# Franziskus Herzan von Harras
Franziskus Herzan von Harras (1735. – 1804.) bio je češki biskup i kardinal.
Dodijeljen mu je 11. prosinca 1780. kardinalski naslov hrvatske crkve svetog Jeronima u Rimu. Naslov je napustio 23. rujna 1782. kada ga je optirao za kardinalski naslov crkve svetih Nereja i Ahileja.

### Članci
- Bogdan, Jure. 2005. Hrvatska crkva svetog Jeronima u Rimu i njezini kardinali naslovnici. Crkva u svijetu. Sveučilište u Splitu - Katolički bogoslovni fakultet. Split. 40 (2): 187–205